# Jakob Eich

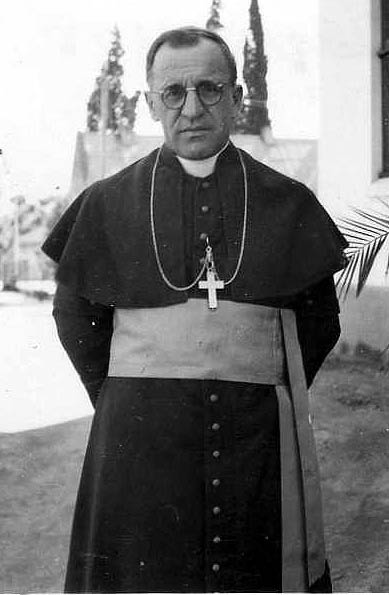
Jakob Eich

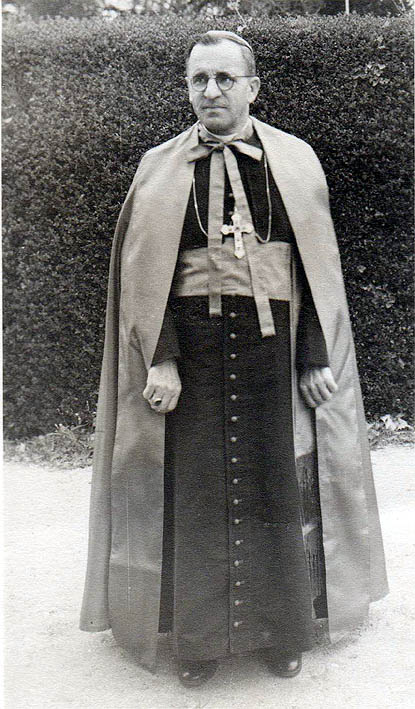
Jakob Eich

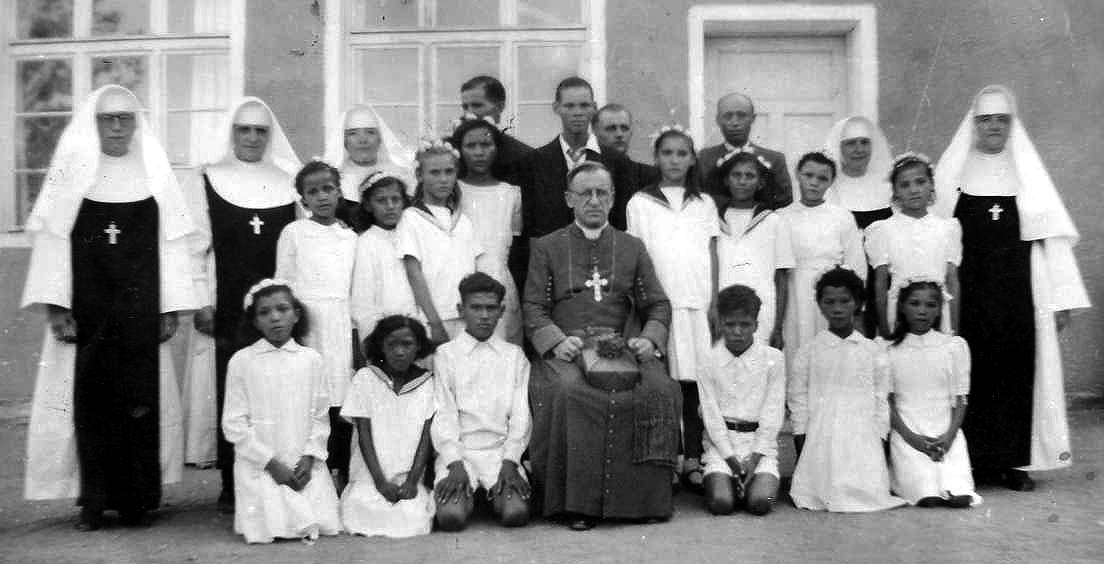
Gruppenbild mit Bischof Jakob Eich

Jakob Eich  O.S.F.S. (* 7. März 1888 in Ensheim, Saarpfalz (jetzt nach Saarbrücken eingemeindet); † 4. Februar  1947 in Keetmanshoop, Südwestafrika) war ein  katholischer Priester, Salesianer-Oblatenpater, ab April 1942 Koadjutorbischof des Apostolischen Vikars von Groß-Namaland in Namibia, mit Sitz in Keetmanshoop, von November 1942, bis zum Tod 1947, dortiger Apostolischer Vikar.

## Leben
Jakob Eich wurde am 7. März 1888 in Ensheim, Saarpfalz, Königreich Bayern, Diözese Speyer, geboren. Der Ort ist inzwischen von der Pfalz abgetrennt und gehört als Ortsteil von Saarbrücken zum Saarland. Nach wie vor gehört er jedoch zur Diözese Speyer.
Eich trat in den Orden der Oblaten des hl. Franz von Sales ein und studierte erst in Österreich dann in USA. Er war Novize unter Pater Jakob Isenring in Wilmington (Delaware), USA und wurde am 16. Mai 1914 zum Priester geweiht.
Danach entsandte man ihn als Missionar nach Deutsch-Südwestafrika, dem heutigen Namibia. Dort wirkten u. a. auch die Salesianer-Oblaten. Sein Ordensbruder, Pater Josef Klemann, lebte dort bereits seit 1912 und war seit 1930 (geweiht 1931) Apostolischer Vikar von Groß-Namaland mit Sitz in Keetmanshoop. Bischof Klemann gründete eine Reihe neuer Missionsstationen, konnte die Zahl der im Vikariat tätigen Missionare bedeutend vermehren und auch Schwestern ins Land rufen, darunter die neue Schwesternkongregation der „Hiltruper Missionsschwestern vom Heiligsten Herzen Jesu“. Seine besondere Sorge galt der wirtschaftlichen Situation der Stationen, die er durch Ankauf von Farmen zu verbessern suchte. Pater Jakob Eich war der enge Mitarbeiter seines Landsmannes, Ordensbruders und Bischofs Josef Klemann. Dieser ließ ihn sich – wegen fortschreitender Kränklichkeit – vom Papst schließlich als Koadjutorbischof in der Verwaltung des Apostolischen Vikariats beigeben.
Am 21. April 1942 wurde Jakob Eich zum Titularbischof von Cynopolis in Ägypten und Koadjutor von Groß-Namaland ernannt. Die Bischofsweihe spendete ihm am 29. Juni 1942 der Apostolische Delegat von Südafrika, Erzbischof Bernard (Giordano) Gijlswijk, O.P., Mitkonsekratoren waren die Bischöfe Josef Klemann von Groß-Namaland (Eichs Bischof) und der Apostolische Vikar von Keimoes, Bischof Heinrich Joseph Thünemann, O.S.F.S. Aus gesundheitlichen Gründen verzichtete Josef Klemann schon bald darauf auf die Leitung des Vikariates. Papst Pius XII. ernannte Jakob Eich deshalb am 10. November 1942 zum Apostolischen Vikar (Diözesanbischof einer probeweise errichteten Diözese) von Groß-Namaland, Namibia. Er begann mit Planungen und Kollekten zum Bau einer Kathedrale, da Keetmanshoop die einzige Bischofsstadt im südlichen Afrika sei, in der es keine Kathedrale gebe. Sein Nachfolger Franz Xaver Esser, O.S.F.S. konnte 1954 den Grundstein zur heutigen St. Stanislaus Kathedrale legen.
Bischof Eich starb nach gut 4-jährigem Pontifikat am 4. Februar 1947. Der Oberhirte wurde in seiner Bischofsstadt begraben. Unter seinem Ordensbruder und  Nachfolger, dem deutschen Bischof Franz Xaver Esser, wurde 1949 das Apostolische Vikariat Groß-Namaland in Apostolisches Vikariat Keetmanshoop umbenannt, 1994 in die heutige Diözese Keetmanshoop.
Bischof Jakob Eich wird im Necrologium Spirense, dem Verzeichnis der verstorbenen Priester seiner Heimatdiözese Speyer geführt. In seinem Geburtsort Ensheim ist die „Bischof-Eich-Straße“ nach ihm benannt.